# Parti de l'alliance mélanésienne
Le Parti de l'alliance mélanésienne (en anglais : Melanesian Alliance Party) est un parti politique en Papouasie-Nouvelle-Guinée.

## Histoire
Né une première fois en 1980, peu après l'indépendance du pays vis-à-vis de l'Australie, il est créé par John Kaputin, John Momis et Bernard Narokobi, penseur attaché à la promotion des valeurs mélanésiennes,,. Il disparaît, puis est rétabli en 1997 comme association, avant de se fonder formellement comme parti politique. Aux élections législatives de 2002, le parti obtient trois députés : Sir Moi Avei (en), Dame Carol Kidu et Anderson Vele. Il n'a qu'une élue (Carol Kidu) en 2007, aucun en 2012, et un seul en 2017, Joseph Yopyyopy. Ce dernier le quitte toutefois rapidement pour rejoindre le parti Congrès national populaire, et le Parti de l'alliance mélanésienne disparaît quasiment. Il est revivifié en 2019 lorsque neuf députés emmenés par Sam Basil quittent le Pangu Pati et en deviennent membres. Aux élections de 2022, toutefois, le parti n'a à nouveau pour seul député que Joseph Yopyyopy.
Bien que le parti n'ait jamais eu beaucoup d'élus, ceux-ci ont occupé des fonctions importantes. Bernard Narokobi est chef de l'opposition parlementaire de 1998 à 2002, et conjointement (malgré l'incompatibilité de principe entre ces fonctions) président du Parlement national de 1999 à 2002. Carole Kidu est brièvement cheffe de l'opposition en 2012.

## Idéologie
Bernard Narokobi est l'auteur de plusieurs ouvrages à travers lesquels il tente de théoriser une identité et une philosophie proprement mélanésiennes, imprégnées de valeurs et de pratiques traditionnelles ainsi que de christianisme. Il est l'auteur de la formule « la voie mélanésienne » (the Melanesian Way). Il propose de rechercher une essence commune aux identités des peuples mélanésiens, par-delà leur très grande diversité culturelle et linguistique. Ses théories se rapprochent d'une forme de « communisme primitif » doublé d'un communisme chrétien :
« Nous devrions avoir pour but une égalité fondée non pas sur un communisme sans Dieu mais sur un partage (sharing) au sein du village, inspiré du Christ. »
En amont des élections de 2022, les propositions prioritaires du parti incluent de garantir la propriété locale des ressources du pays, tout en orientant la politique étrangère de Papouasie-Nouvelle-Guinée vers la création d'opportunités en matière de commerce avec l'étranger. Le parti souhaite, via des partenariats public-privé, renforcer le financement public des églises, qui apportent aux populations des services là où le service public est peu présent. Le parti veut également rétablir la peine de mort (bien que Bernard Narokobi y fut opposé), et l'appliquer entre autres aux personnes coupables de corruption et de détournement de fonds publics à grande échelle ; dans le même temps toutefois, il demande l'abolition de la Commission indépendante contre la corruption (ICAC) et prône de laisser à la police le soin exclusif de la lutte contre la corruption. Il propose enfin de « renforcer toutes les institutions de l'État en en retirant ses sources de faiblesse telles que son personnel vieillissant ».